# Katherine Moennig
Katherine Moennig (Philadelphia, Pennsylvania, 29. prosinca 1977.), američka filmska glumica.
Uloge:
- Young Americans (2000) ... Jacqueline "Jake" Pratt
- The L Word (2004) ... Shane McCutcheon

## Vanjske poveznice
- Katherine Moennig u internetskoj bazi filmova IMDb-u (engl.)